# Bryan Clarke
Pour les articles homonymes, voir Clarke.
Bryan Campbell Clarke (24 juin 1932 - 27 février 2014) est un professeur britannique de génétique, qui termine sa carrière comme professeur émérite à l'Université de Nottingham. Clarke est particulièrement connu pour ses travaux sur la sélection apostatique (qui est un terme qu'il a inventé en 1962) et d'autres formes de sélection dépendante de la fréquence, et ses travaux sur le polymorphisme chez les escargots, en grande partie réalisés dans les années 1960. Plus tard, il étudie l'Évolution moléculaire. Il plaide en faveur de la sélection naturelle en tant que facteur important dans le maintien de la variation moléculaire et dans la conduite de changements évolutifs dans les molécules au fil du temps. Ce faisant, il remet en question l'importance primordiale de la dérive génétique aléatoire préconisée par King, Jukes et Kimura. Avec le professeur James J Murray Jnr (Université de Virginie), il mène une vaste série d'études sur la spéciation chez les escargots terrestres du genre Partula habitant les îles volcaniques du Pacifique oriental. Ces études permettent d'éclairer les changements génétiques qui ont lieu lors de l'origine des espèces.

## Éducation
Clarke fait ses études au Magdalen College d'Oxford et obtient un baccalauréat ès arts en 1956, suivi d'un doctorat en philosophie en 1961 de l'Université d'Oxford pour des recherches sur les facteurs affectant le polymorphisme de la couleur de la coquille chez les escargots terrestres (Cepaea).

## Carrière et recherche
Clarke est nommé chargé de cours à l'Université d'Édimbourg en 1959 et promu lecteur au moment de son départ en 1971. En 1971, il devient professeur fondateur au nouveau département de génétique de l'Université de Nottingham et devient professeur émérite en 1997. Au cours de cette période, il passe deux périodes (1971–76, 1981–93) en tant que chef de département.
Clarke encadre de nombreux scientifiques en génétique évolutive, supervisant plus de trente étudiants en recherche, dont beaucoup ont poursuivi eux-mêmes des carrières de recherche, comme Steve Jones (biologiste). Il est cofondateur du Population Genetics Group ("PopGroup"), une réunion scientifique sur la génétique évolutive et des populations qui se tient chaque année au Royaume-Uni depuis les années 1960 .
Clarke est cofondateur (avec sa femme Ann et Dame Anne McLaren) et administrateur du projet Frozen Ark, lancé en 2004 pour préserver l'ADN et les cellules vivantes des espèces menacées dans le monde ,.
Clarke est rédacteur en chef de la revue scientifique Heredity de 1978 à 1985 .
Clarke est élu membre de la Royal Society en 1982. En 2003 il reçoit la Médaille linnéenne pour la Zoologie et est élu membre étranger de la Société américaine de philosophie. En 2004, il est élu membre honoraire étranger de l'Académie américaine des arts et des sciences. Il reçoit l'une des treize médailles Darwin-Wallace décernées par la Linnean Society of London en 2008; à cette époque, le prix n'est décerné que tous les 50 ans . Il reçoit la médaille Darwin de la Royal Society en 2010 « pour ses contributions originales et influentes à notre compréhension de la base génétique de l'évolution » .